# Tove des Abodrites
Tove des Abodrites (Xe siècle), également nommée Tófa/Tova (Thora ?), est une princesse wende qui fut une des épouses du roi Harald Ier de Danemark.

## Biographie
Thora (Tova) est considérée comme la fille du prince Mistivoï qui règne sur les Abodrites. Elle épouse le roi Harald à la dent bleue en janvier 963.
Tove a érigé une pierre une pierre runique à la mémoire de sa mère à Sønder Vissing (en). Depuis 1838 , cette pierre a été transférée dans l' église Sønder Vissing entre Horsens et Silkeborg. L'inscription transcrite indique que: 
Tófa, fille Mistivis, et femme de Harald Gormsson le Bon a fait élever ce monument en mémoire de sa mère,.
Le nom Tove/Tófa n'est mentionné nulle part ailleurs pour désigner une épouse de Harald à la dent bleue mais selon Arild Huitfeldt (1603) et Jacob Langebek (1772), une Thora fait partie des épouses d'Harald . Il est difficile de déterminer si Thora et Tófa désignent la même personne. À Huitfeldt, mentionne deux épouses de Harald: « Harald haffde Hustruer / Thora oc Gyritha ».
Tove n’est pas connue par d’autres sources, Bien qu'il ne soit pas établi que Tove soit la mère d'un enfant de Harald Bluetooth , elle aurait pu être la mère de Svend Tvekæg. Son père le prince Mistivoj pille et incendie Hambourg en 983. S'il s'agit bien du père de Tove, c'est la même année que son petit fils putatif Svend Tveskæg reprend Hedeby .
Le prince Abodrite Mistivoï est également connu sous le nom chrétien de « Billung ». Si Tove est sa fille, elle a une demi-sœur Hodica , qui est établie comme abbesse dans un couvent de Mecklembourg. Elle en est ensuite enlevée pour être donnée au prince Bolesław Ier de Pologne. En outre, Tove aura été une sœur de Mistislaw , qui succède à Mistivoï en tant que prince des Abobrites.